# Kanton Ligné
Der Kanton Ligné war bis 2015 ein französischer Wahlkreis im Arrondissement Ancenis, im Département Loire-Atlantique und in der Region Pays de la Loire; sein Hauptort war Ligné.

## Gemeinden
Der Kanton Ligné umfasste die Wahlberechtigten folgender vier Gemeinden:
| Gemeinde   | Bretonisch | Einwohner (2012) | Fläche (km²) | Code postal | Code Insee |
| ---------- | ---------- | ---------------- | ------------ | ----------- | ---------- |
| Couffé     | Koufeg     | 2330             | 39,97        | 44521       | 44048      |
| Le Cellier | Keller     | 3726             | 35,99        | 44850       | 44028      |
| Ligné      | Legneg     | 4713             | 45,41        | 44850       | 44082      |
| Mouzeil    | Mouzel     | 1857             | 18,87        | 44850       | 44107      |
| Kanton     |            | 12.626           | 140,24       | –           | 4416       |